# Kornel Stodola
Kornel Stodola (26. nebo 27. srpna 1866 Liptovský Svätý Mikuláš – 21. října 1946 Bratislava) byl slovenský a československý politik, meziválečný poslanec a senátor Národního shromáždění za Slovenskou národní a rolnickou stranu, respektive za Republikánskou stranu zemědělského a malorolnického lidu (agrárníky), se kterou Slovenská národní a rolnická strana později splynula.

## Biografie
Studoval na gymnáziu v Lučenci a Kežmarku a na učitelském ústavu v Prešově. Pak se vrátil do rodného města, kde nastoupil do otcovy továrny. Absolvoval studijní cesty v zahraničí, včetně USA. S bratrem Emilem Stodolou založili církevní knihovnu a působili jako osvětoví pracovníci. Roku 1912 prodal rodinný podnik a přestěhoval se do Vídně. Zde se angažoval v slovenských menšinových spolcích a navázal kontakty s českými politickými a společenskými aktivisty. Díky těmto kontaktům bylo inspirováno prohlášení českých poslanců na Říšské radě, kde se propojovala česká a slovenská národnostní otázka.
Před rokem 1918 byl členem Muzeální slovenské společnosti.
Patřil mezi signatáře Martinské deklarace. V letech 1918-1920 zasedal v Revolučním národním shromáždění. V parlamentních volbách v roce 1920 získal poslanecké křeslo v Národním shromáždění.
Podle údajů k roku 1920 byl profesí vládním referentem v Bratislavě. V roce 1924 je zmiňován coby předseda Obchodní komory a Svazu živnostenských záložen v Bratislavě.
Po vzniku ČSR ho Vavro Šrobár jmenoval vládním referentem pro dopravu, poštu a telegraf. Skrz bratislavskou Obchodní a průmyslovou komoru se snažil položit základy ekonomického rozvoje Slovenska. Podporoval masivní rozvoj bratislavského říčního přístavu. V roce 1925 inicioval sestavení prvního komplexního přehledu podílu jednotlivých zemí ČSR na státních zakázkách, v němž se ukázalo, že Slovensko má nepřiměřeně nízký podíl na těchto zakázkách. Prosazoval budování nových železničních tratí.
Jako významný činitel hospodářského života členem čs. statistické společnosti od jejího založení v roce 1928.
V parlamentních volbách v roce 1925 získal senátorské křeslo v Národním shromáždění. Mandát obhájil v parlamentních volbách v roce 1929 a parlamentních volbách v roce 1935. V senátu zasedal až do jeho zrušení v roce 1939. Ještě předtím, v prosinci 1938, přestoupil do senátorského klubu Hlinkovy slovenské ľudové strany - Strany slovenské národní jednoty (nová formace, do níž vplynuly všechny nesocialistické slovenské politické strany).
Po Mnichovu se v říjnu 1938 podílel za agrární stranu na dojednávání Žilinské dohody coby společné platformy slovenských stran ve prospěch autonomie a byl jedním ze signatářů její finální verze.